# Bonn
Bonn is een stad in Duitsland, in de deelstaat Noordrijn-Westfalen, gelegen aan de Rijn op 20 km ten zuiden van Keulen. De stad telt 330.579 inwoners (31 december 2020) op een oppervlakte van 141,06 km². Op 31 december 2020 had 18,75% van de inwoners een niet-Duits staatsburgerschap (61.980 niet-Duitsers) en hadden 765 inwoners het Nederlandse staatsburgerschap.
'Bonn' is ook de naam van een van de vier stadsdelen van de stad Bonn. De stad wordt omringd door de Rhein-Sieg-Kreis.
Bonn was vanaf 1949 de regeringszetel van de Bondsrepubliek Duitsland (West-Duitsland). Na de Duitse hereniging verhuisden de Duitse regering en de Bondsdag in 1999 naar Berlijn. Het blijft echter een belangrijke werkplaats, ongeveer 8.000 van de 18.000 Duitse voor de Bond werkzame ambtenaren zitten nog steeds hier en er zijn enkele Duitse ministeries met hoofdzetel in Bonn, onder meer Defensie en Landbouw. Bonn wordt daarom ook Bundesstadt genoemd.

## Geschiedenis

### Romeinse tijd

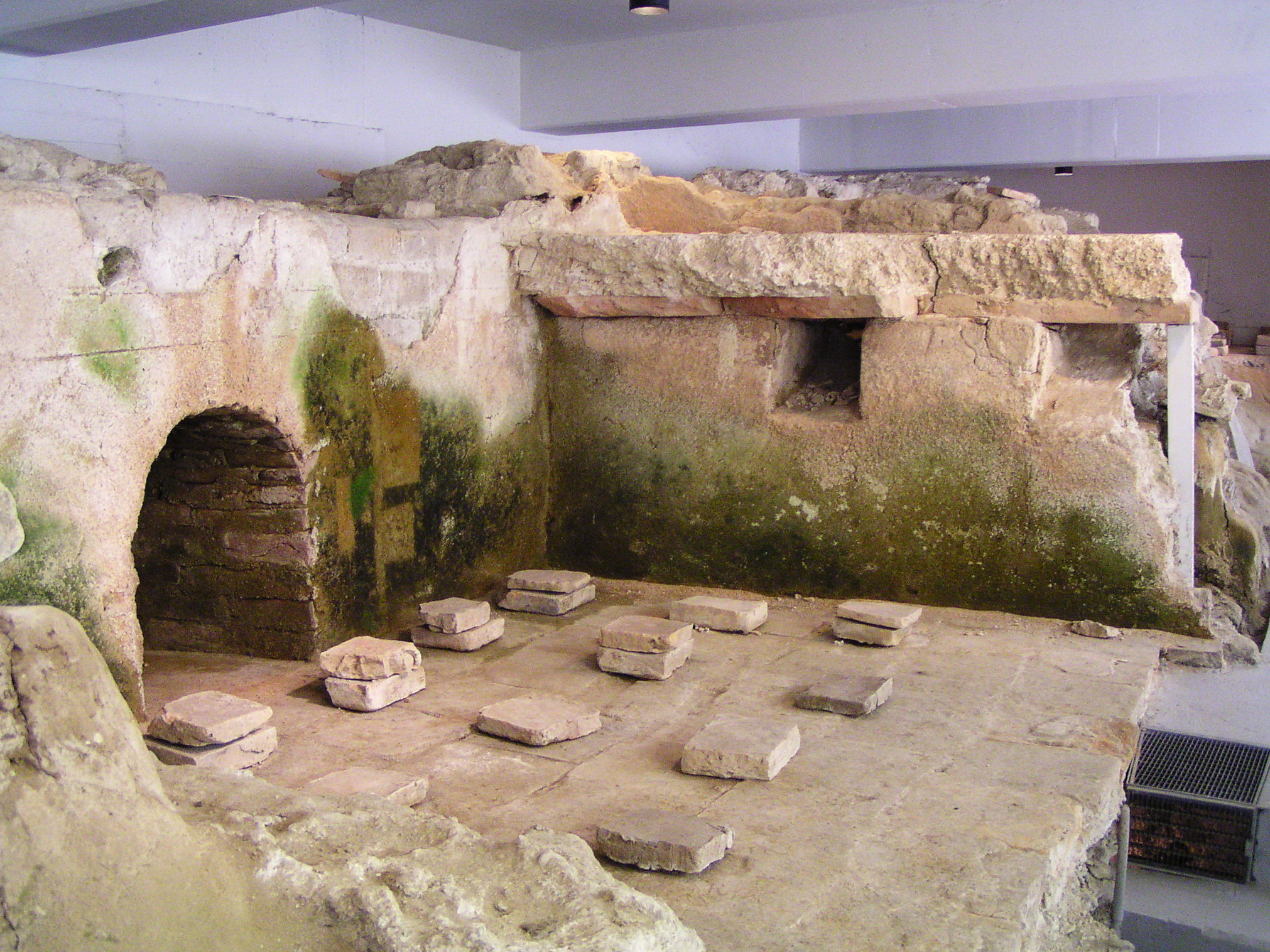
Romeinse thermen in Bonn

De geschiedenis van de stad gaat terug naar de Romeinse tijd. In 10 v.Chr. bouwden de Romeinen een houten brug over de Rijn, nabij een plaats met de naam Bonna. Later werd deze plaats vergroot om als grensfort te dienen voor het leger, met ruimte voor 7.000 manschappen.
Zowel de nederzetting van de Ubiërs als de aanwezigheid van Romeinse soldaten zijn gedocumenteerd door archeologische vondsten. De nederzetting Ubic lag op de linkeroever van de Rijn tussen de Rijn en het riviertje Gumme, waar nu de universiteit en de munster zijn. Later, rond het jaar 30 werd de nederzetting verplaatst naar waar de Rijn en Sieg samenvloeien.
Het legioensfort Bonn, dat ongeveer 400 jaar bestond, lag direct aan de Rijn in een overstromingsvrij gebied. De bijna vierkante legioensvesting werd gebouwd door Legio I Germanica rond 35 na Chr onder Keizer Tiberius. Met 27,8 ha is het een van de grootste binnen het Romeinse rijk. Na het jaar 89 waren er het Legio XXI Rapax en Legio I Minervia gelegerd. In het oostelijk deel van het fort waren grote opslaggebouwen (lat. horrea), dicht bij een poort die toegang bood tot de waterkant, waar de meeste goederen werden overgeslagen.
In de late oudheid werd de muur van het legioensfort versterkt en verbreed tot 2,5 m en een 11-13 m brede sloot werd gebouwd. Het garnizoen werd op dit moment in aantal verminderd, maar de grootte van het fort bleef gedurende 200 jaar onveranderd.
Op 9 januari 2021 is een nominatiedossier voor het werelderfgoed, met daarin het Bonner fort, aan de UNESCO aangeboden.

### Middeleeuwen
Het fort groeide uit tot een stad en werd in 1288 een van de residenties van de keurvorst van Keulen en sinds 1597 de enige hoofdstad van het keurvorstendom.

### Nieuwe geschiedenis

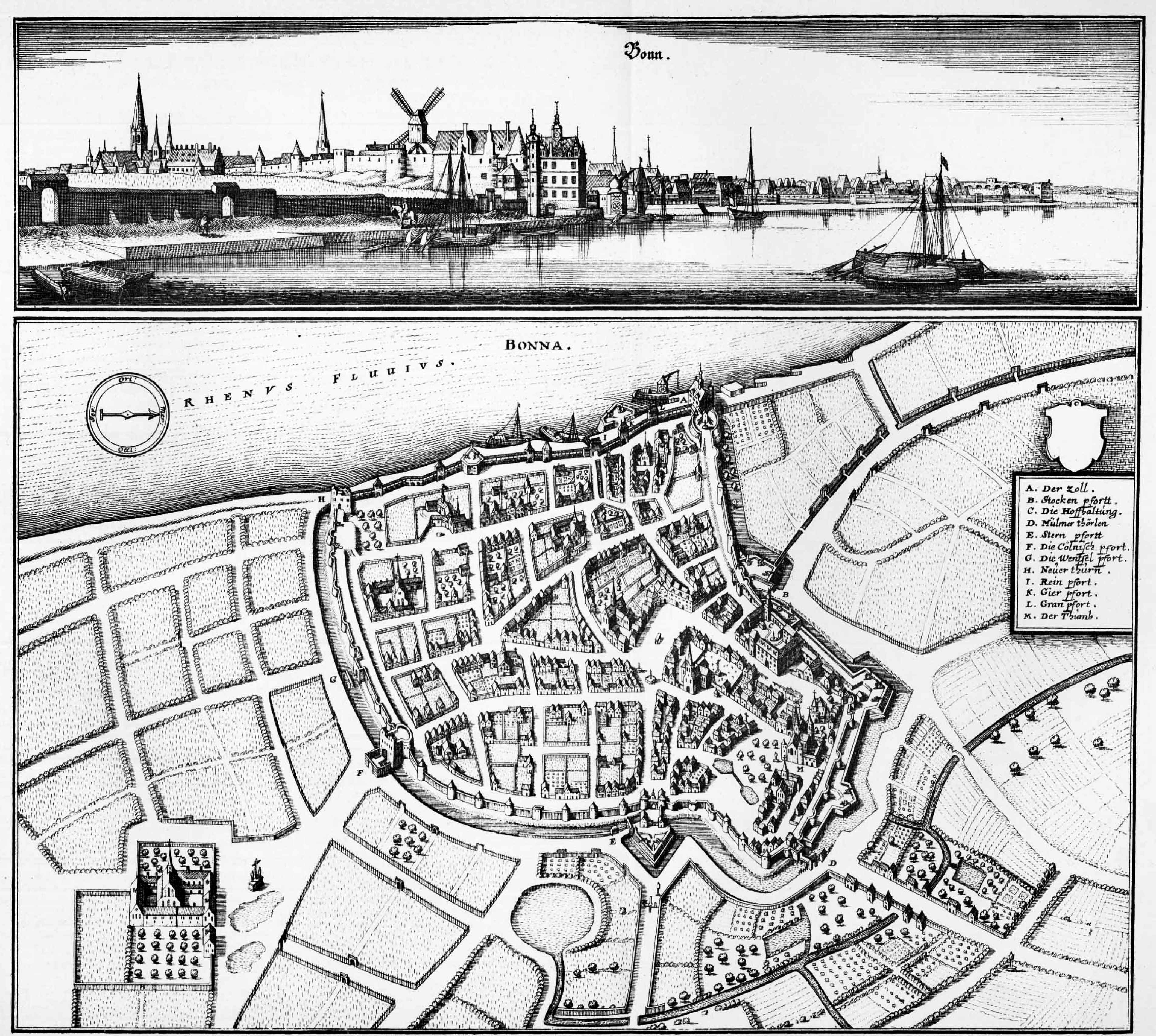
Bonn in 1646

Bonn kreeg meer invloed en groeide sterk in deze tijd. De Nederlandse stadhouder Willem III veroverde in 1673 tijdens de Hollandse Oorlog met 12.000 soldaten en een klein Brandenburgs leger de stad op de bisschop van Keulen en Münster, die daardoor gedwongen werd vrede te accepteren. De inname van de stad betekende ook, dat de Franse aanvoerlijnen werden afgesneden, waardoor de Franse koning Lodewijk XIV genoodzaakt was zich terug te trekken uit de Nederlanden na zijn massale aanval met 120.000 man in 1672.
Clemens August, die regeerde tussen 1724 en 1761, liet diverse gebouwen in late barokstijl bouwen, die nog steeds in grote mate het stadsbeeld bepalen.
Een tweede persoon die zijn stempel op de stad heeft gedrukt was aartsbisschop en keurvorst Maximiliaan Frans van Oostenrijk, die de stad tussen 1784 en 1794 onder zijn hoede had. Hij richtte de universiteit op en stichtte het kuuroord Bad Godesberg. Ook was hij de beschermheer van de jonge Ludwig van Beethoven, die in 1770 in de stad geboren werd. Hij financierde onder andere Beethovens eerste reis naar Wenen.
In 1794 werd de stad ingenomen door de Franse troepen, en werd ze bij het revolutionaire – en vanaf 1798 napoleontische – Frankrijk gevoegd. Na het Congres van Wenen 1815 werden Bonn en het gehele Rijnland toegekend aan Pruisen.
In de Tweede Wereldoorlog bleef Bonn tot de herfst van 1944 grotendeels gespaard voor geallieerde bombardementen. Op 18 oktober 1944 verwoestte een bombardement de binnenstad van Bonn. Ten gevolge van de bombardementen kwamen 1500 mensen om het leven. Op 9 maart 1945 werd de stad door de geallieerden veroverd.
Bonn werd in 1949 uitgeroepen tot de voorlopige hoofdstad van de Bondsrepubliek. Berlijn kon op dat moment als viermogendhedenstad midden in de Sovjet-bezettingszone deze functie niet vervullen. Ook Frankfurt am Main was kandidaat om de voorlopige hoofdstad te worden. De voorzitter van de Parlementaire Raad, Konrad Adenauer, die uit het nabijgelegen Keulen kwam, wist een meerderheid in de Parlementaire Raad geporteerd te maken voor Bonn als hoofdstad. De Britten hadden beloofd Bonn in geval van verkiezing los te zullen maken uit hun bezettingszone, terwijl de Amerikanen voor Frankfurt zo'n belofte niet konden doen, omdat er veel Amerikaanse instellingen waren ondergebracht.
Op 10 oktober 1981 betoogden ruim 250.000 mensen en op 22 oktober 1983 ruim 400.000 mensen in Bonn tegen de plaatsing van nieuwe Amerikaanse kernraketten op Duitse bodem. Het zijn de grootste demonstraties tot dan toe in de geschiedenis van de Bondsrepubliek.
De hoofdstadstatus bleef gelden tot de hereniging van Duitsland in 1990, waarna Berlijn weer de hoofdstad werd. Er is daarna veel gesproken over of het nodig was dat het parlement naar Berlijn zou verhuizen. In 1999 verhuisden de Bondsdag en verschillende andere overheidsdiensten naar Berlijn. De Bondsraad deed in 2000 hetzelfde. Wel hebben zes ministeries tot op heden Bonn behouden als vestigingsplaats. Ook hebben de ministeries met hoofdzetel Berlijn een dependance in Bonn.

## Stadsdelen
- Bad Godesberg: Alt-Godesberg, Friesdorf, Godesberg-Nord, Godesberg-Villenviertel, Heiderhof, Hochkreuz, Lannesdorf, Mehlem, Muffendorf, Pennenfeld, Plittersdorf, Rüngsdorf, Schweinheim
- Beuel: Beuel-Mitte, Beuel-Ost, Geislar, Hoholz, Holtorf, Holzlar, Küdinghoven, Limperich, Oberkassel, Pützchen/Bechlinghoven, Ramersdorf, Schwarzrheindorf/Vilich-Rheindorf, Vilich, Vilich-Müldorf
- Bonn: Auerberg, Bonn-Castell (tot 2003: Bonn-Nord), Bonn-Zentrum, Buschdorf, Dottendorf, Dransdorf, Endenich, Graurheindorf, Gronau, Ippendorf, Kessenich, Lessenich/Meßdorf, Nordstadt, Poppelsdorf, Röttgen, Südstadt, Tannenbusch, Ückesdorf, Venusberg, Weststadt
- Hardtberg: Brüser Berg, Duisdorf, Hardthöhe, Lengsdorf

## Kunst en cultuur

### Bezienswaardigheden

#### Musea
De meeste musea staan aan de Museumsmeile. In de negentiger jaren ontstonden in korte tijd, ten zuiden van het centrum van Bonn, diverse nieuwgebouwde musea naast de reeds bestaande gebouwen. Alle vijf musea liggen min of meer langs de B9 en het drie kilometer lange parcours, dat begint bij de Adenauerallee en eindigt bij de Ahrstraße, een zijstraat van de Kennedyallee, kreeg de bijnaam Museumsmeile.
De volgende musea maken deel uit van het aanbod:
- Museum Koenig, een zoölogisch museum aan de Adenauerallee
- Haus der Geschichte aan de Willy-Brandt-Allee
- Kunstmuseum Bonn aan de Friedrich-Ebert-Allee, gelegen naast de Bundeskunsthalle
- Kunst- und Ausstellungshalle der Bundesrepublik Deutschland of Bundeskunsthalle
- Deutsches Museum (Bonn) aan de Ahrstraße (een filiaal van het Deutsches Museum in München)

Andere musea in Bonn:
- LVR-LandesMuseum Bonn (voorheen het Rheinische Landesmuseum)

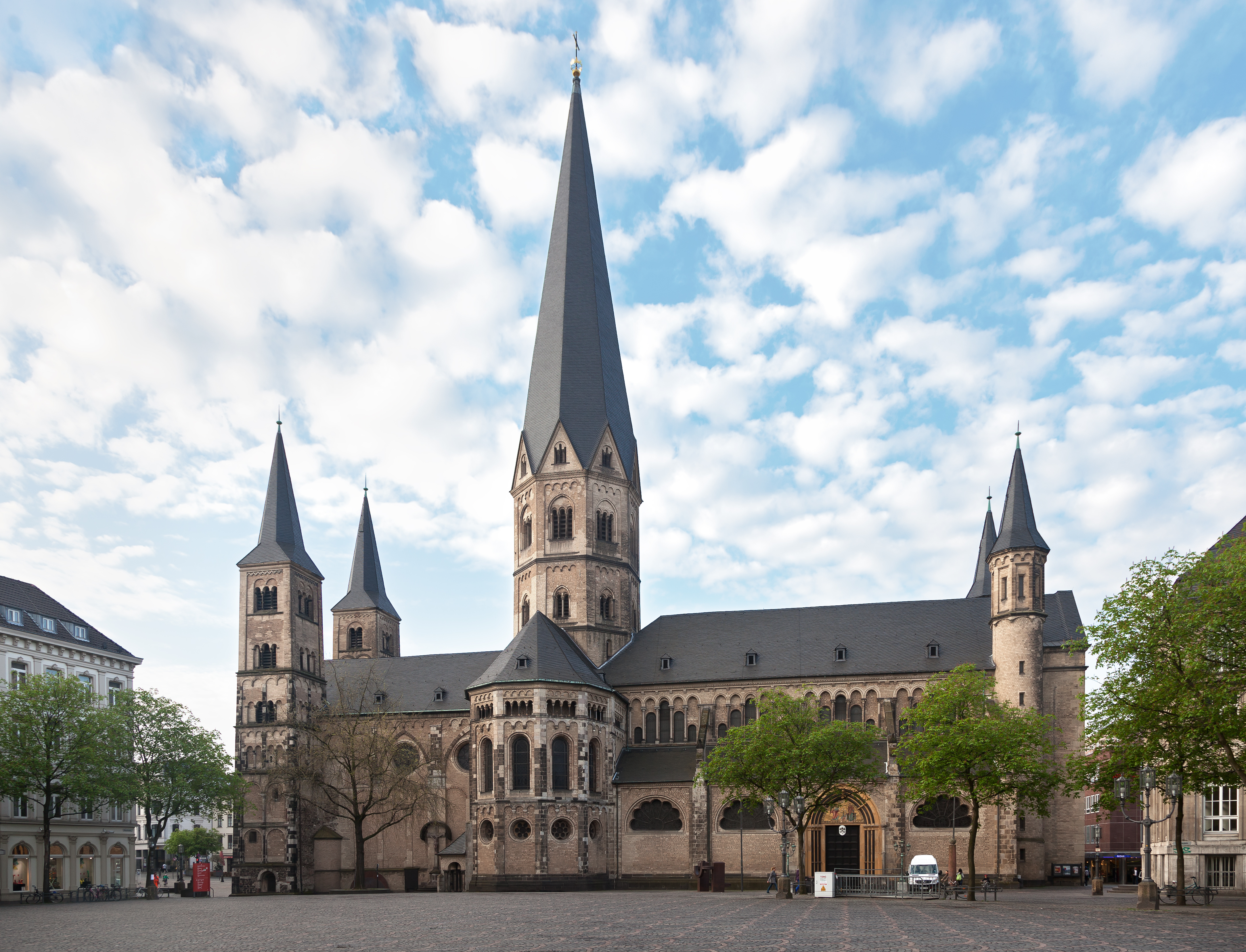
Munster van Bonn

- Beethovenhaus
- Schumannhaus

#### Architectuur
Het Munster van Bonn is het oudste kerkgebouw van Bonn en tevens een van de belangrijkste Romaanse kerken in het Rijnland. In het stadsdeel Schwarzrheindorf/Vilich-Rheindorf op de rechteroever van de Rijn ligt de 12e-eeuwse Sint-Clemenskerk, een dubbelkapel die oorspronkelijk deel uitmaakte van een klooster van benedictinessen. De kerk is bekend vanwege de fraaie romaanse muurschilderingen.
In het centrum van de stad liggen enkele barokke bouwwerken. Dit zijn onder andere het Oude Raadhuis aan de Markt, het Poppelsdorfer Schloss, en het Keurvorstelijk Slot (waarin de Rheinische Friedrich-Wilhelms Universiteit gevestigd is).

### Sport
Bonn organiseerde in 2008 het wereldkampioenschap schaken. Viswanathan Anand uit India werd wereldkampioen. Bonner SC is de grootste voetbalclub van Bonn. Bonner SC werd een keer amateurkampioen van Duitsland en speelde in 1976/77 mee in de 2. Bundesliga (tweede niveau), Bonner SC werd 16e van de 20 maar kreeg geen licentie voor het volgende seizoen. In 1979/80 werd Bonner SC in de 3e ronde (laatste 32) van de DFB-Pokal uitgeschakeld door de Bundesligaclub Schalke 04.

## Partnersteden
- Oxford (Verenigd Koninkrijk)
- Potsdam (Duitsland)
- Tel Aviv (Israël)
- Windsor (Verenigd Koninkrijk)
- Opole (Polen)

## Geboren in Bonn
- Johan van Beethoven (1740-1792), tenorzanger, vader van Ludwig van Beethoven
- Ludwig van Beethoven (1770-1827), componist
- Ferdinand Ries (1784-1838), componist en pianist
- Peter Joseph Lenné (1789-1866), tuinarchitect
- Nikolaus Becker (1809-1845), advocaat en dichter uit de romantiek
- Johanna Kinkel (1810-1858), componiste en pianiste
- Julius von Haast (1824-1887), geoloog
- Johann Wilhelm Hittorf (1824-1914), natuurkundige
- Friedrich Gaedcke (1828-1890), chemicus
- Wilhelm Küpper (1838-1892), fotograaf
- Max Wilhelm Carl Weber (1852-1937), Nederlands zoöloog van Duitse origine
- Philip Kohnstamm (1875-1951), Nederlands filosoof, natuurkundige en pedagoog
- Emma Morel (1883-1957), Nederlands filmactrice
- Eduard Krebsbach (1894-1947), was in de Tweede Wereldoorlog arts in het concentratiekamp Mauthausen
- Paul-Ludwig Landsberg (1901-1944), Duits-Joods filosoof
- Heinz London (1907-1970), Duits-Brits natuurkundige
- Gerhard Gustmann (1910-1992), roeier
- Ernst Friedrich Schumacher (1911-1977), invloedrijk economisch denker met een statistische achtergrond
- Walter Horten (1913-1998), piloot en pionier bij de ontwikkeling van de vliegende vleugel
- Reimar Horten (1915-1994), piloot en pionier bij de ontwikkeling van de vliegende vleugel
- Carel Enkelaar (1920-1996), Nederlands journalist
- Hans Riegel (1923-2013), ondernemer, zoon van de oprichter van Haribo
- Walter Gotell (1924-1997), acteur
- Theo Olof (1924-2012), Nederlands violist en concertmeester
- Hermann von der Dunk (1928-2018), Nederlands historicus
- Felicitas van Pruisen (1934-2009), prinses (Huis Hohenzollern)
- Johannes Geffert (1951), organist en dirigent
- Thomas de Maizière (1954), politicus
- Jörg Monar (1960), hoogleraar
- Johannes B. Kerner (1964), televisiepresentator
- Burkhard Garweg (1968), geldt als voormalig lid van de Rote Armee Fraktion (RAF)
- Julia Hülsmann (1968), componiste en jazzpianiste
- Lone van Roosendaal (1969), Nederlands actrice en sopraan
- Juli Zeh (1974), schrijfster
- Christoph Dieckmann (1976), beachvolleyballer
- Markus Dieckmann (1976), beachvolleyballer
- Bushido (1978), rapper
- Sebastian Stahl (1978), autocoureur
- David Kopp (1979), wielrenner
- Natalie Horler (1981), zangeres
- Marc Zwiebler (1984), badmintonner
- Benedikt Fernandez (1985), doelman in het betaald voetbal
- Julia Reda (1986), politica
- Célia Šašić (1988), voetbalster
- Gerrit Klein (1991), acteur
- Levina (1991), zangeres
- Lukas Kübler (1992), voetballer
- Konstanze Klosterhalfen (1997), atlete
- Fabian Schiller (1997), autocoureur

## Trivia
- Villa Hammerschmidt in Bonn, het "Witte Huis aan de Rijn", is de tweede ambtswoning van de Bondspresident.

## Galerij

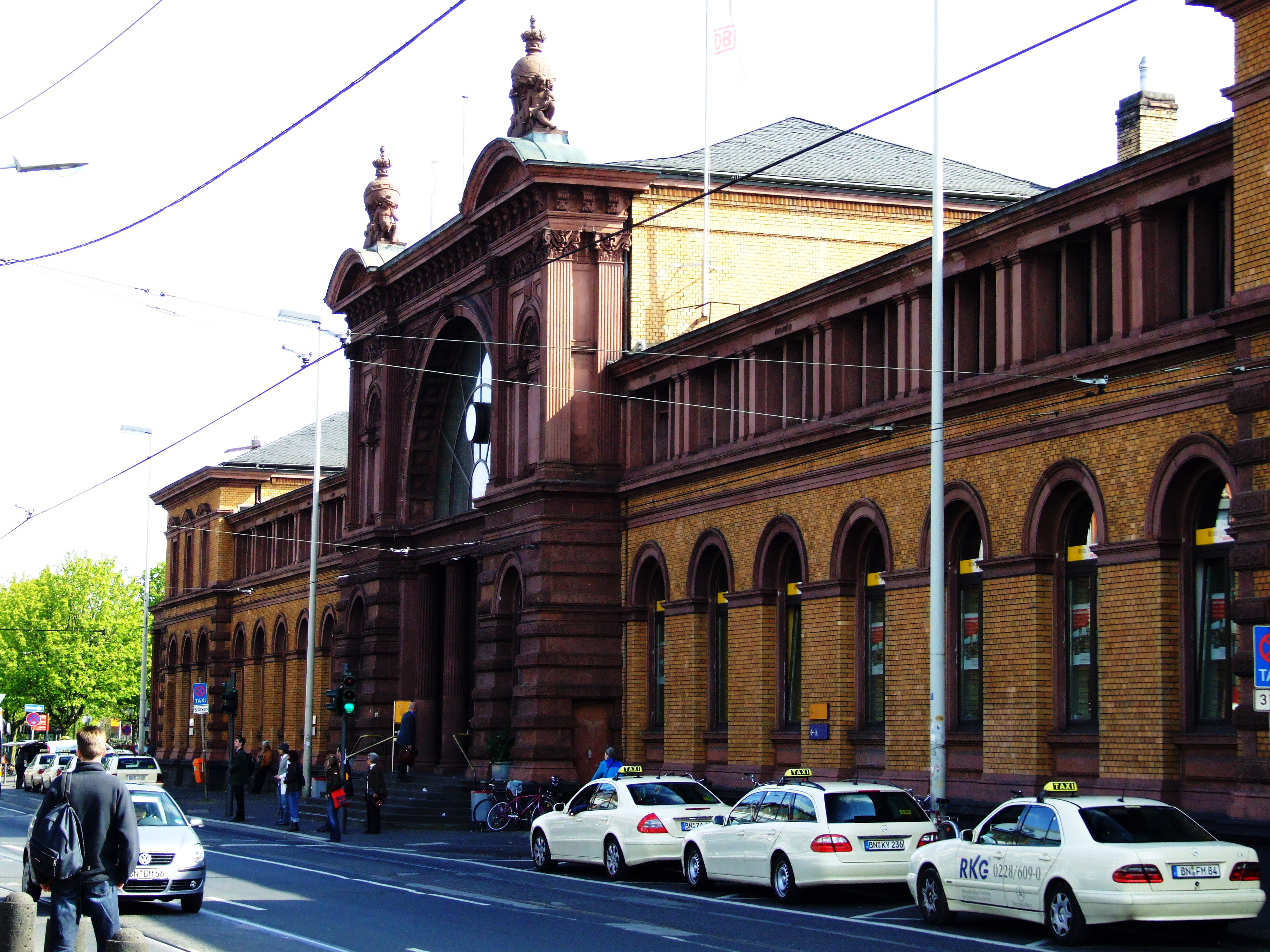
Hauptbahnhof van Bonn
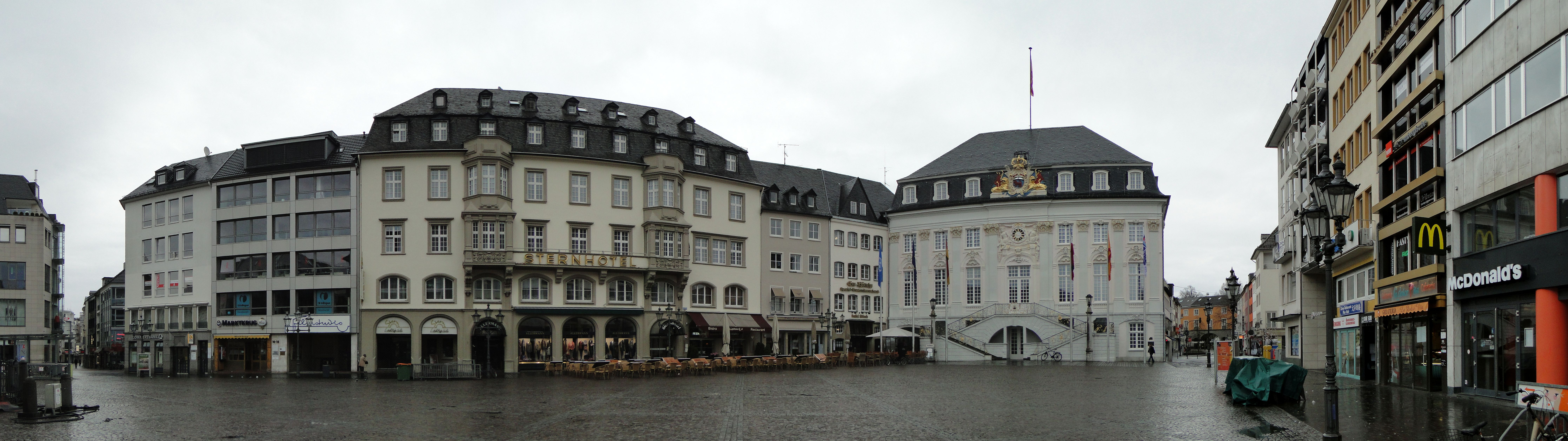
Marktplatz met het Altes Rathaus van Bonn
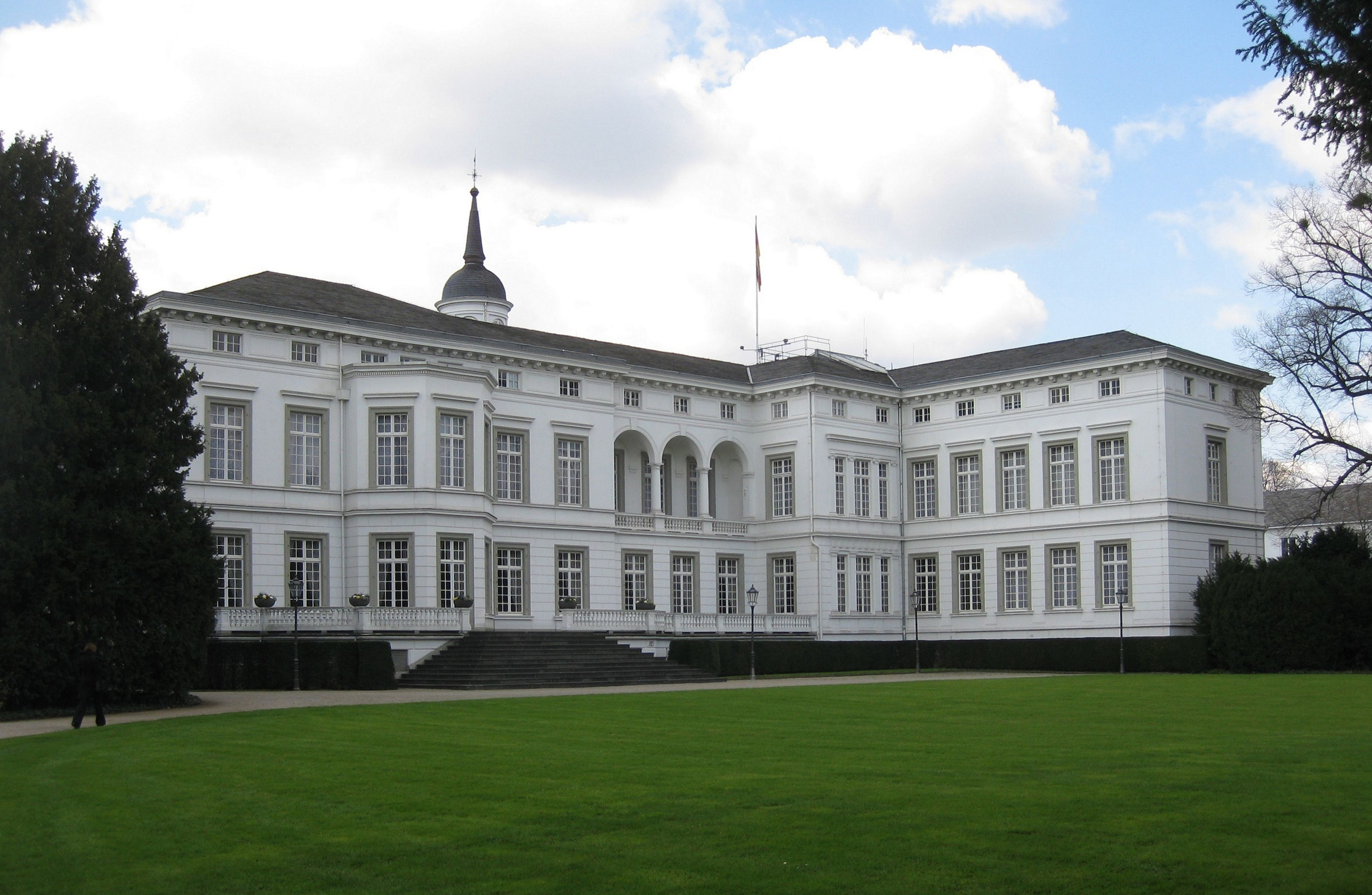
Palais Schaumburg
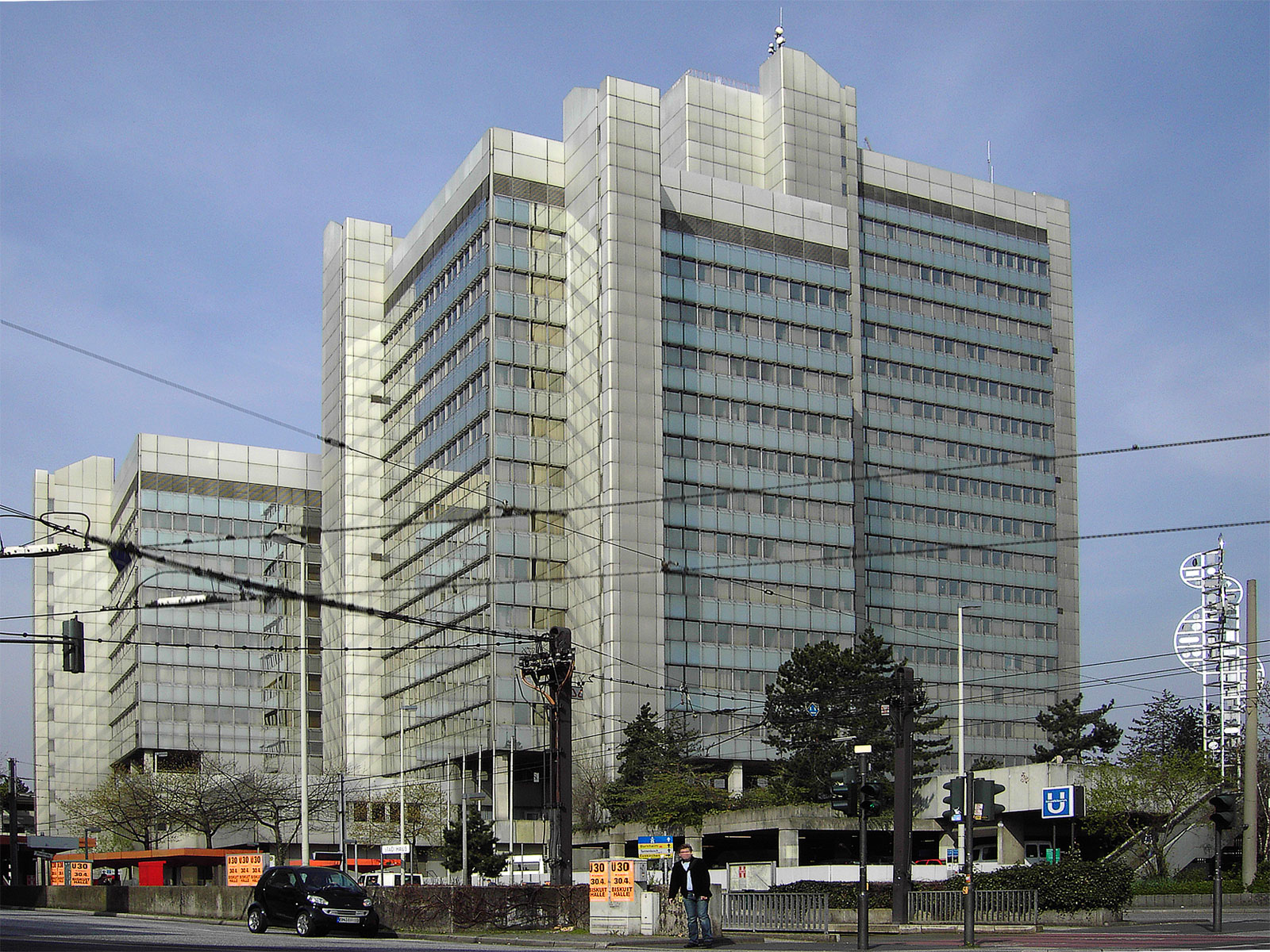
Stadhuis van Bonn
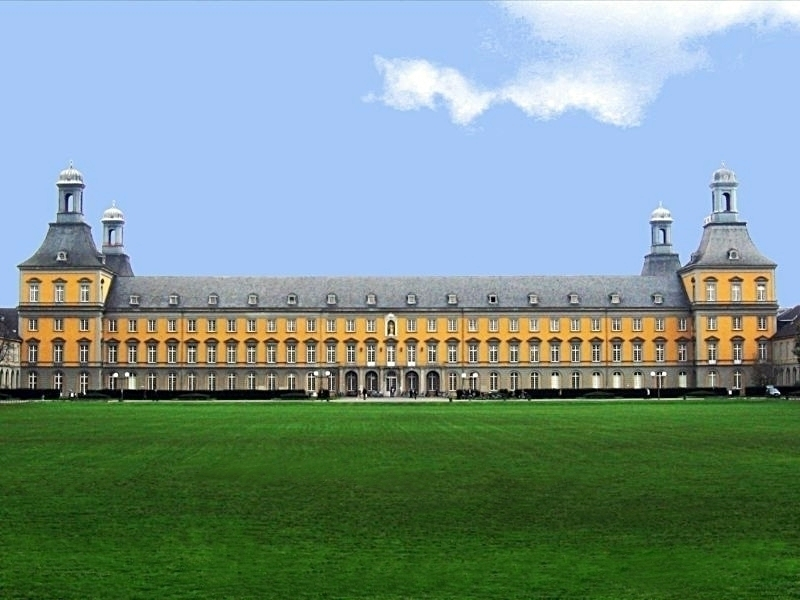
Universiteit
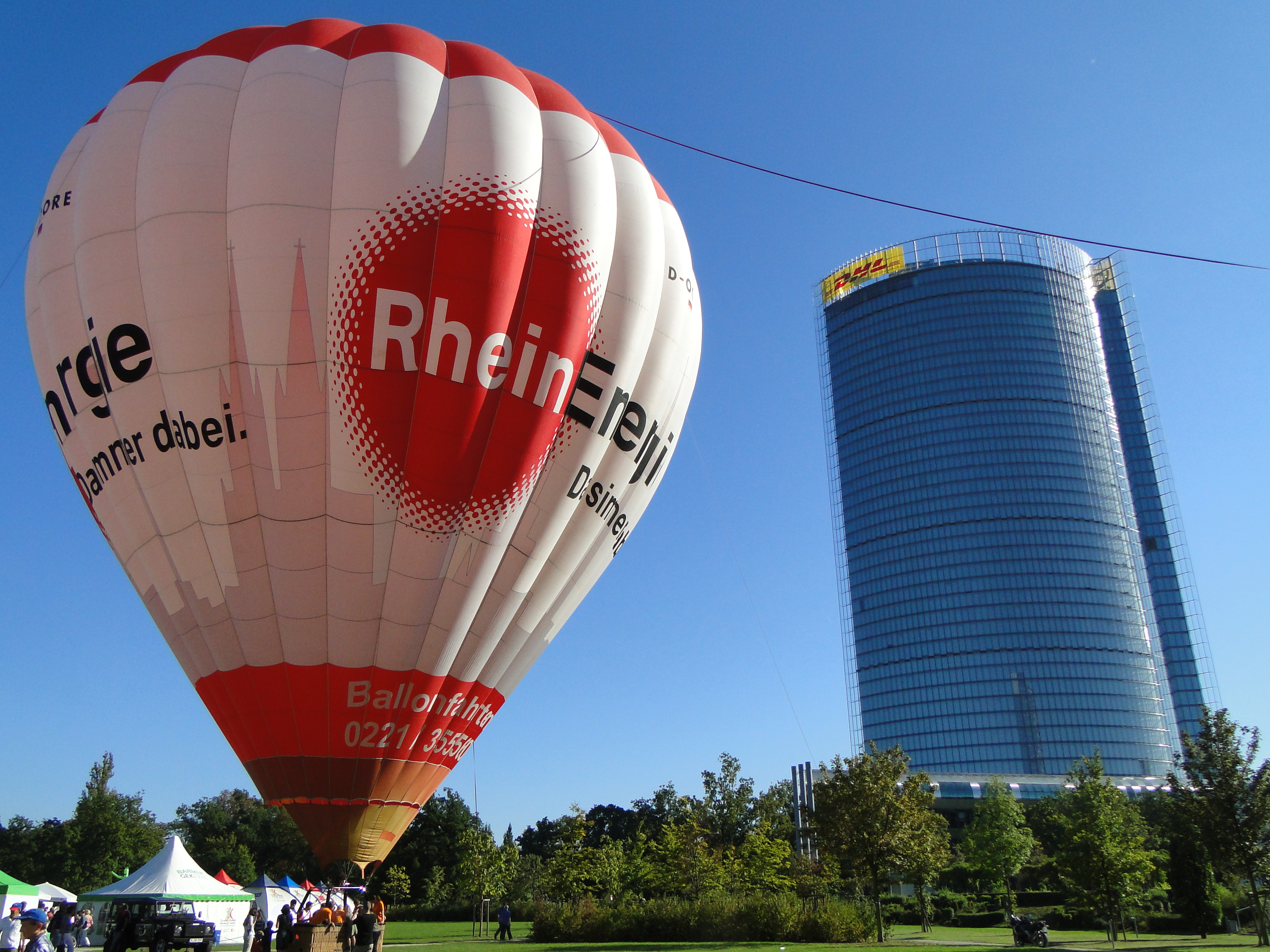
Ballon en de Post Tower